# Katherine Wilmot
Pour les articles homonymes, voir Wilmot.
Katherine Wilmot (c. 1773 - 28 mars 1824) est une voyageuse et chroniqueuse irlandaise.

## Biographie
Katherine Wilmot naît en 1773 à Drogheda, dans le comté de Louth, fille d'Edward et de Martha née Moore. Son père est arpenteur du port de Drogheda, après avoir été officier dans l'armée. Il occupe un poste similaire en 1775, dans le comté de Cork où Katherine Wilmot est élevée, puis la famille s'installe à Glanmire.
Wilmot est amie avec Margaret King, épouse de Stephen Moore, 2e comte Mount Cashell. Elle suit le couple lors d'un Grand Tour sur le continent. Sa correspondance concerne la période de novembre 1801 à octobre 1802 en France, puis en Italie jusqu'en juillet 1803. Elle évoque la cour napoléonienne et se lie d'amitié avec la peintre autrichienne Angelica Kauffmann. Elle évoque également le diplomate et homme politique Talleyrand, et le républicain irlandais Robert Emmet. Elle a raconté sa rencontre à Rome avec l'aristocrate anglais Frederick Augustus Hervey et son audience avec le pape Pie VII. Wilmot revient à Londres en octobre 1803, en passant par l'Allemagne et le Danemark, après que l'Angleterre et la France aient repris les hostilités.
Wilmot s'est ensuite rendue en Russie, pour ramener à la maison sa sœur Martha Wilmot ou à l'invitation de la princesse Dashkov, et elle y séjourne deux ans. Martha était dans le pays en tant que favorite de la princesse Dashkov, l'une des figures clés des Lumières russes et une amie proche de Catherine II. Martha vivait dans le domaine de la princesse à Troitskoe (sur la rivière Oka, à environ 100 km de Moscou). Katherine Wilmot arriva le 4 août 1805, après avoir quitté Cork le 5 juin. Les écrits de Wilmot de cette époque témoignent de l'opulence et des attitudes de l'aristocratie russe envers les classes serviles (les serfs). Les sœurs ont appris à connaître les coutumes de l'élite russe, ainsi que les fêtes et les rites religieux des paysans. Wilmot quitte Moscou le 4 juillet 1807, une combinaison de problèmes de passeport, de guerres et de tempêtes en mer entraîne des retards, et elle n’atteint Yarmouth que le 7 septembre 1807. Elle est de retour en Irlande en octobre 1807.
Wilmot s'installe à Moulins, en France, pour bénéficier d'un climat plus favorable qu'en Irlande. Lorsque sa santé décline, elle s'installe à Paris, où elle meurt de la tuberculose le 28 mars 1824.

## Activités éditoriales
Wilmot avait repris la transcription des mémoires de la princesse Dashkova faite par sa sœur Martha. Celles-ci sont publiées par Martha en 1840.
La correspondance de Wilmot est publiée un siècle plus tard et est considérée comme une représentation unique de la période napoléonienne. Elle décrit la scène sociale, ainsi que l'expérience de voyager en autocar et en bateau à cette époque. La famille a fait des transcriptions des lettres, la collection appartenant à Martha a été donnée à la bibliothèque de la Royal Irish Academy par l'historienne Elisabeth van Dedem Lecky (en). Parmi ces lettres russes, il y a un certain nombre écrit par Eleanor Cavanagh, qui a décrit la vie des serviteurs. Les journaux de Wilmot sont publiés en 1920 par Thomas Sadleir, et plus tard par H. Montgomery Hyde et la marquise de Londonderry.

## Publications
- An Irish Peer on the Continent (1801-1803): Being a Narrative of the Tour of Stephen, 2nd Earl Mount Cashell, Through France, Italy, Etc, (éd. Thomas Ulick Sadleir), 1920  (ISBN 978-1355140160).
- The Russian Journals of Martha and Catherine Wilmot, éd. H. M. Hyde & E. Londonderry, 1934.
- More letters from Martha Wilmot; Vienna 1819-29, New York, The Macmillan Company, 1935.
- The Grand Tours of Katherine Wilmot, France 1801-1803, and Russia 1805-07, Weidenfeld & Nicolson, 1992  (ISBN 978-0297812234)